# Wereldkampioenschappen veldrijden 2018/Selecties
Deze pagina geeft een overzicht van de startlijsten op de Wereldkampioenschappen veldrijden 2018 in het Nederlands Limburgse Valkenburg aan de Geul op 3 en 4 februari 2018.

## Startlijst Mannen Elite
| België | Nederland | Zwitserland |
| - 1. Wout van Aert - 2. Laurens Sweeck - 3. Toon Aerts - 4. Michael Vanthourenhout - 5. Quinten Hermans - 6. Tim Merlier - 7. Daan Soete | - 10 Mathieu van der Poel - 11 Corné van Kessel - 12 Lars van der Haar - 13 David van der Poel - 14 Stan Godrie                                            | - 18 Lars Förster - 19 Simon Zahner - 20 Marcel Wildhaber - 21 Severin Sagesser                                                      |
| Tsjechië | Frankrijk | Verenigde Staten |
| - 22 Michael Boroš - 23 Tomáš Paprstka - 24 Jan Nesvadba - 25 Emil Hekele                                                                | - 26 Steve Chainel - 27 Fabian Canal - 28 Matthieu Boulo - 29 Francis Mourey                                                                               | - 30 Stephen Hyde - 31 Tobin Ortenblad - 32 Kerry Werner - 33 Jeremy Powers - 34 Jack Kisseberth - 35 Cody Kaiser - 36 Tristan Cowie |
| Spanje | Italië | Denemarken |
| - 37 Ismael Esteban Aguero - 38 Felipe Orts Lloret - 39 Javier Ruiz de Larrinaga Ibanez - 40 Aitor Hernández Gutiérrez                   | - 41 Luca Braidot - 42 Gioele Bertolini - 43 Marco Aurelio Fontana - 44 Daniele Braidot - 45 Nicolas Samparisi - 46 Lorenzo Samparisi - 47 Nadir Colledani | - 48 Kenneth Hansen |
| Canada | Luxemburg | Duitsland |
| - 49 Michael van den Ham - 50 Mark McConnell                                                                                             | - 51 Gusty Bausch - 52 Vincent Dias dos Santos - 53 Scott Thiltges                                                                                         | - 54 Marcel Meisen - 55 Sascha Weber - 56 Manuel Muller                                                                              |
| Japan | Slowakije | Verenigd Koninkrijk |
| - 57 Hikaru Kosaka - 58 Yu Takenouchi | - 59 Martin Haring - 60 Ondrej Glajza | - 61 Ian Field |
| IJsland | Zweden | Ierland |
| - 62 Ingvar Ómarsson | - 63 Martin Eriksson | - 64 Glenn Kinning |
| Australië | | |
| - 65 Garry Millburn | | |

## Startlijst Vrouwen Elite
| België | Verenigde Staten | Frankrijk                                                                     |
| - 1 Sanne Cant - 2 Ellen Van Loy - 3 Loes Sels - 4 Jolien Verschueren - 5 Kim Van de Steene - 6 Karen Verhestraeten | - 8 Katherine Compton - 9 Kaitlin Keough - 10 Ellen Noble - 11 Elle Anderson - 12 Courtenay McFadden - 13 Rebecca Fahringer | - 14 Pauline Ferrand-Prévot - 15 Caroline Mani - 16 Marlène Petit             |
| Canada | Verenigd Koninkrijk | Luxemburg                                                                     |
| - 17 Christel Ferrier Bruneau - 18 Maghalie Rochette - 19 Mical Dyck                                                | - 20 Helen Wyman - 21 Nikki Brammeier - 22 Bethany Crumpton                                                                 | - 23 Christine Majerus                                                        |
| Japan | Nederland | Spanje                                                                        |
| - 24 Miho Imai - 25 Eri Yonamine                                                                                    | - 26 Lucinda Brand - 27 Maud Kaptheijns - 28 Annemarie Worst - 29 Marianne Vos - 30 Thalita de Jong                         | - 33 Aida Nuño Palacio - 34 Lucía González Blanco - 35 Olatz Odriozola Mugica |
| Denemarken | Australië | Tsjechië                                                                      |
| - 36 Kristina Thrane                                                                                                | - 37 Stacey Riedel | - 38 Kateřina Nash - 39 Pavla Havlíková                                       |
| Italië | Zwitserland | Polen                                                                         |
| - 40 Eva Lechner - 41 Alice Maria Arzuffi                                                                           | - 45 Jolanda Neff | - 46 Marta Turobos                                                            |
| Duitsland | Ierland |                                                                               |
| - 47 Elisabeth Brandau                                                                                              | - 48 Maria Larkin |                                                                               |

## Startlijst Vrouwen Beloften
| Nederland | Verenigde Staten                                                                                              | Verenigd Koninkrijk                                                                                     |
| - 2 Inge van der Heijden - 3 Ceylin del Carmen Alvarado - 4 Fleur Nagengast - 5 Manon Bakker - 6 Yara Kastelijn | - 7 Emma White - 8 Katie Clouse - 9 Clara Honsinger - 10 Emma Swartz - 11 Hannah Arensman - 12 Laurel Rathbun | - 13 Evie Richards - 14 Anna Kay - 15 Harriet Harnden                                                   |
| Frankrijk | Tsjechië | Italië                                                                                                  |
| - 16 Jade Wiel - 17 Marion Norbert-Riberolle                                                                    | - 18 Adela Safarova - 19 Magdalena Misonova - 20 Elizabeth Ungermanova - 21 Tereza Vaníčková                  | - 22 Chiara Teocchi - 23 Francesca Baroni - 24 Rebecca Gariboldi - 25 Sara Casasola - 26 Silvia Persico |
| Zwitserland | Oostenrijk | Spanje                                                                                                  |
| - 30 Noemi Ruegg - 31 Lara Krahemann                                                                            | - 32 Nadja Heigl                                                                                              | - 33 Luisa Ibarrola Albizua - 34 Irene Trabazo Bragado                                                  |
| Polen | België | Denemarken                                                                                              |
| - 35 Gabriela Wojtyla - 36 Agnieszka Szpocinska                                                                 | - 37 Laura Verdonschot - 38 Suzanne Verhoeven                                                                 | - 41 Malene Degn                                                                                        |
| Canada | Ierland | |
| - 42 Ruby West - 43 Siobhan Kelly                                                                               | - 45 Iara Gillespie                                                                                           | |